# Hoffmann-küllő
A Hoffmann-küllő (Melanerpes hoffmannii) a madarak (Aves) osztályának harkályalakúak (Piciformes) rendjébe, ezen belül a harkályfélék (Picidae) családjába tartozó faj.

## Rendszerezése
A fajt Jean Cabanis német ornitológus írta le 1862-ben, a Centurus nembe Centurus hoffmannii néven. Egyes szervezetek jelenleg is ide sorolják. Tudományos faji nevét és magyar nevét Karl Hoffmann német természettudósról kapta.

## Előfordulása
Costa Rica, Honduras és Nicaragua területén honos. Természetes élőhelyei szubtrópusi és trópusi száraz erdők, valamint legelők, ültetvények, másodlagos erdők és vidéki kertek. Állandó, nem vonuló faj.

## Megjelenése
Testhossza 19-21 centiméter, testtömege 62-84 gramm.
|  |

## Életmódja
Rovarokkal, főként hangyákkal, bogarakkal és lepkékkel és lárvákkal, valamint gyümölcsökkel és nektárral táplálkozik.

## Szaporodása
Költési időszaka  februártól júniusig tart. Fészekalja 2-3 tojásból áll.

## Természetvédelmi helyzete
Az elterjedési területe nagyon nagy, egyedszáma pedig növekszik. A Természetvédelmi Világszövetség Vörös listáján nem fenyegetett fajként szerepel.